# Chris Gorak
Chris Gorak (Worcester, 1970) è uno scenografo e regista statunitense, noto per aver diretto i film Right at Your Door e L'ora nera.

## Biografia
Dopo la laurea in architettura alla Tulane University di New Orleans, inizia a lavorare come art director su film come Fight Club, Paura e delirio a Las Vegas e L'uomo che non c'era, per poi diventare scenografo e, nel 2006, regista, debuttando con il film Right at Your Door, scritto dallo stesso Gorak come meditazione sugli attentati dell'11 settembre 2001. In seguito a Righ at Your Door, ha diretto nel 2011 il fantascientifico L'ora nera.
Gorak è membro dell'Art Directors Guild, il sindacato degli scenografi statunitensi.

## Filmografia

### Scenografo
- In ostaggio (The Clearing), regia di Pieter Jan Brugge (2004)
- Blade: Trinity, regia di David S. Goyer (2004)
- Lords of Dogtown, regia di Catherine Hardwicke (2005)

### Regista
- Right at Your Door (2006)
- L'ora nera (The Darkest Hour) (2011)

### Sceneggiatore
- Right at Your Door, regia di Chris Gorak (2006)